# Jef Van Campen
Jef Van Campen (Antwerpen, 6 februari 1934) is een Belgisch kunstschilder. Hij is vooral bekend door zijn maritieme werken (havenimpressies, rivieren en de zee, maar vooral schepen). Zijn werk bevat ook portretten en stillevens. 
Jef Van Campen gebruikt kleuren op een bijna abstract/expressionistische manier en maakt er een spontane ervaring van. Zijn werk werd meermaals tentoongesteld in musea, bedrijfs- en privécollecties in België, Europa en daarbuiten. 

## Biografie
Jef van Campen was de zoon van Constant Van Campen, restaurateur van kunstvoorwerpen, kunstschilder, maar vooral bekend als oprichter van het Antwerpse poppentheater Koninklijke poppenschouwburg Van Campen. Jef was de oudste zoon in een gezin van 5 kinderen bestaande uit 2 dochters en 3 zoons. Toen Jef 13 was volgde hij avondlessen aan de Koninklijke Academie voor Schone Kunsten van Antwerpen. Hij studeerde op de lagere school af aan het St. Lodewijks Instituut in Antwerpen en op de middelbare school aan het St. Norbertus Instituut in dezelfde stad. Hij volgde les aan de Academies van  Berchem en Schoten.
Hij is gehuwd met Isabelle Van Thillo en heeft 3 dochters en één zoon. Sinds 1990 is hij professioneel kunstschilder en woont en werkt in Antwerpen.

## Tentoonstellingen

### Individuele Tentoonstellingen in België
- 1976	:	Antwerpen	:	Galerie Brabo, Mercator Verzekeringen
- 1978	:	Beveren	:	Kasteel van Cortewalle
- 1979	:	Antwerpen	:	Galerie Breckpot
- 1979	:	Gent	:	St-Pietersabdij, 51-Club Gent
- 1980	:	Antwerpen	:	Bank Brussel Lambert, Zetel Antwerpen
- 1980	:	Antwerpen	:	Kredietbank 'Prijs Aquarel'
- 1982	:	Antwerpen	:	Cultureel Centrum Romy Goldmuntz
- 1982	:	Mol	:	Galerij Klimop, '5de Salon van Kempische Aquarellisten'
- 1983	:	Antwerpen	:	Lions Club Voorkempen 'Prijs voor Aquarel'
- 1985	:	Antwerpen	:	Lions Club Voorkempen, 'Prijs voor Aquarel'
- 1986	:	Antwerpen	:	Novotel Antwerpen Noord, 'Willemsfonds'
- 1987	:	Antwerpen	:	Lions Club Voorkempen, 'Prijs voor Aquarel'
- 1988	:	Brasschaat	:	St-Jozefkapel
- 1988	:	Lier	:	Kunstgalerie Xyrus
- 1988	:	Brussel	:	Ava Art Galerie
- 1989	:	Brasschaat	:	St-Jozefkapel
- 1989	:	Koksyde	:	Sea-Art Galerie
- 1989	:	Borgerhout	:	Vooruitzicht N.V.
- 1989	:	Lokeren	:	Park Gallery
- 1989	:	Aartselaar	:	S.K.M. Art Gallery
- 1989	:	Antwerpen	:	A.W.W. 'Vier Antwerpse Aquarellisten'
- 1990	:	Gent	:	Emmanuelle Traets Art Gallery
- 1990	:	Kapellen	:	Cultureel Centrum
- 1991	:	Lier	:	Kunstgalerie Xyrus
- 1991	:	Leuven	:	Kunstgalerie Embryo
- 1991	:	Antwerpen	:	Vooruitzicht N.V.
- 1992	:	Hingene	:	Galerie den Heeck
- 1993	:	Antwerpen	:	Hotel & Congrescentrum 't Sandt
- 1993	:	Wilrijk	:	Galerie Motmans
- 1994	:	Antwerpen	:	ATAB Art Gallery, 'Havenscènes'
- 1994	:	Leuven	:	Interni Design
- 1994	:	Brussel	:	Dewaert Gallery
- 1994	:	Itegem	:	't Koetshuis
- 1995	:	Bornem	:	Cultureel Centrum ter Dilft, 'Het land van Bornem'
- 1995	:	Zandhoven	:	Galerie Artburhome
- 1995	:	Brussel	:	Mercator Gallery
- 1996	:	Antwerpen	:	Verzekeringsgroep APRA
- 1997	:	Antwerpen	:	Bisart Exhibits Jef Van Campen
- 1997	:	Lede 	:	't Hof te Puttens
- 1998	:	Lier	:	Antilope Art Gallery
- 1998	:	Leuven	:	Kunstgalerie Embryo
- 1999	:	Antwerpen	:	Galerie Congrescentrum 't Elzenveld vzw
- 1999	:	Antwerpen	:	De Federale Verzekeringen
- 1999	:	Schoten	:	Kasteel van Schoten, 'Retrospectieve Jef Van Campen'
- 1999	:	Brussel	:	RWE Aktiengesellschaft
- 1999	:	Gent	:	Lineart 2000
- 2001	:	Brussel	:	Price-Waterhouse-Coopers
- 2001	:	Brussel	:	R.W.E.
- 2001	:	Antwerpen	:	Galerie Van Campen & Rochtus
- 2002	:	Hoboken	:	Galerie Venus van Milo
- 2003	:	Antwerpen	:	Galerie Van Campen & Rochtus 'Spring'
- 2005	:	Kaprijke	:	Rotary Kaprijke
- 2005	:	Antwerpen	:	Galerie Van Campen & Rochtus, Solotentoonstelling en voorstelling kunstboek 'Tijdloze Emoties'

### Tentoonstellingen in het buitenland
- 1994	:	Eindhoven (NL)	:	Holland Art Gallery
- 1994	:	Rotterdam (NL)	:	Holland Art Gallery
- 1995	:	Luxemburg (L)	:	Galerie d'art City Concorde
- 1995	:	Kennebunkport (VS)	:	Mast cove Gallery
- 1996	:	Maastricht (NL)	:	Galerie Artisart
- 1996	:	Krefeld (DU)	:	Galerie Heidefeld
- 1997	:	Monaco (FR)	:	Les amis de l'art
- 1997	:	Sommelsdijk (NL)	:	De Parterre
- 1998	:	Londen (UK)	:	Blackheath Gallery
- 1999	:	Parijs (FR)	:	Le Toit de la Grande Arche
- 1999	:	Londen (UK)	:	Blackheath Gallery
- 2000	:	Hooghalen (NL)	:	 Galerie Wildevuur
- 2000	:	Londen (UK)	:	Blackheath Gallery
- 2002	:	Amsterdam (NL)	:	Galerie Rudolv
- 2002	:	Hooghalen (NL)	:	 Galerie Wildevuur
- 2003	:	Fijnaart (NL)	:	Galerie-Museum Van Lien
- 2003	:	Hoogeveen (NL)	:	De Hooge Kamer
- 2003	:	Ohio (VS) 	:	Miller Gallery, Hyde Park Square - Cincinnati
- 2003	:	Florida (VS)	:	Miller Gallery, Winter Park - Orlando
- 2003	:	Florida (VS)	:	Patou Fine Art Gallery

### Groepstentoonstellingen
- 1975	:	Antwerpen	:	Lions Club
- 1976	:	St-Martens-Latem	:	Pieters Galerie
- 1977	:	Schoten	:	Koninklijke Kunstacademie Schoten
- 1978	:	Anderlecht	:	Gemeentelijke Kunstschool - Eugène Schmidt Prijs
- 1986	:	Antwerpen	:	Mähler Besse & Co, 'Haven, Stroom, Zee'
- 1991	:	Temse	:	Expohall Dacca, 'Provençaals licht op Vlaams palet'
- 1997	:	Antwerpen	:	Kredietbank Torengebouw, 'Zes Antwerpse Artiesten'
- 1998	:	Antwerpen	:	Y.A.C. 't Badhuis'
- 1998	:	Deurne	:	Galerie Luc de Backer
- 2000	:	RWE	:	Brussel-Essen-Berlijn '10 jaar tentoonstellingen R.W.E.'
- 2000	:	Hoboken	:	Y.A.C. Galerie Venus van Milo
- 2002	:	Antwerpen	:	Galerie Van Campen & Rochtus: Y.A.C. (Young Art Collectors)
- 2003	:	Antwerpen	:	Galerie Van Campen & Rochtus: Y.A.C. (Young Art Collectors)
- 2004	:	Antwerpen	:	Stadsmagazijn, 'De Roeck meets Van Campen'
- 2004	:	Antwerpen	:	Galerie Van Campen & Rochtus
- 2005	:	Antwerpen	:	Galerie Van Campen & Rochtus: 'Art for Asia' Tsunami 1212

### Erkenning
- 1976	:	Geselecteerd voor de aquarelprijs Lions Club Antwerpen - Selected
- 1977	:	Geselecteerd voor de kunstschilderprijs van de stad Ronse - Selected
- 1978	:	Geselecteerd voor de prijs 'Eugène Schmidt'- Anderlecht - Selected
- 1982	:	Prijs van het publiek voor aquarel - Lions Club Antwerpen - Public prize
- 1983	:	2de prijs voor aquarel - Lions Club Antwerpen - 2nd prize
- 1983	:	Eervolle vermelding - Lions Club Voorkempen - Honorable mention
- 1985	:	1ste prijs voor aquarel - Lions Club Voorkempen - 1st prize
- 1986	:	1ste prijs kunstwedstrijd - 'Antwerpen een wereld van transport' - Willemsfonds
- 1986	:	in Novotel Antwerpen Noord - 1st prize
- 1987	:	Prijs van het publiek - Aquarelwedstrijd Lions Club Voorkempen - Public prize